# Wilhelm VI Gruby
Wilhelm VI Gruby, fr. Guillaume le Gros (ur. 1004, zm. 15 grudnia 1038), książę Akwitanii i hrabia Poitiers (jako Wilhelm IV), najstarszy syn księcia Wilhelma V Wielkiego i Agnieszki z Gévaudun, córki Geralda I, wicehrabiego Owernii.
Władzę w Akwitanii i Poitiers objął po śmierci ojca w 1030 r. Od początku musiał stawić czoła wrogości swojej macochy, Agnieszki Burgundzkiej, trzeciej żony swojego ojca, która wyszła ponownie za mąż za Godfryda II Martela, późniejszego hrabiego Andegawenii. Martel zażądał od Wilhelma władzy nad Saintonge. Wilhelm odmówił, co doprowadziło do wojny. 20 września 1034 r. Wilhelm został pojmany pod Moncontour niedaleko Saint-Jouin-de-Marnes. Wolność odzyskał dopiero w 1036 r. po oddaniu Godfrydowi miast Saintes i Bordeaux. Wkrótce po uwolnieniu ponownie rozpoczął wojnę z Godfrydem, która ponownie zakończyła się jego klęską i utratą wyspy Oléron.
Wilhelm poślubił Eustachię z Montreuil, ale nie doczekał się potomstwa. Zreorganizował administrację w Poitiers, mianując prewota. Zmarł w 1038 r. i został pochowany w Maillezais. Akwitanię odziedziczył jego młodszy brat przyrodni, Odon.